# Animales salvajes que he conocido
Animales salvajes que he conocido es un libro del naturalista y escritor Ernest Thompson Seton publicado en 1898. Fue su primera recopilación de historias cortas y al mismo tiempo se adentró en el género de la ficción realista con animales salvajes. El libro se convirtió de inmediato en una de las obras más populares del momento. 
La primera de las historias de Animales salvajes que he conocido se titula "Lobo, el rey de Currumpaw" y está basada en la propia experiencia de Seton cazando lobos en el sudoeste de los Estados Unidos. Se convirtió en todo un clásico y marcó el tono de sus futuras obras, donde también representará a los animales como seres independientes y compasivos, en especial animales depredadores habitualmente demonizados en la literatura.
Tanto Animales salvajes que he conocido como otras obras de Seton fueron destruidas debido a un polémico movimiento que comenzó en 1903. El naturalista John Burroughs consideraba que todas las historias que narraba Seton como reales eran en realidad ficticias, así como el comportamiento que mostraba de los animales salvajes. Burroughs incluso cambió el título de la obra por Animales salvajes que sólo yo he conocido.